# Куц, Роман Вячеславович
Роман Вячеславович Куц (род. 27 июля 1990 года в городе Уфе БАССР (Республика Башкортостан)) — российский фехтовальщик на рапирах. Член юношеской (2007), национальной (?) сборной команды России по фехтованию. Мастер спорта России (2004) по фехтованию. Финалист Чемпионата России (2013). Серебряный призёр (2012) кубка России среди мужчин. Победитель первенства Европы среди молодежи (2014).
Воспитанник ФСО «Локомотив» (первый тренер -В. Иванова), республиканской школы-интерната спортивного профиля № 5, спортсмен-инструктор СДЮСШОР № 19 Уфы (тренеры — Л. Р. Грушина, Р. Р. Насибуллин).
Студент Башкирского института физической культуры.
Проходит службу в РА в спортроте ЦСК-ВВС

## Спортивные результаты
Начал заниматься в 1999 году
В личном зачёте
победитель (2004), бронзовый призёр (2007) первенства России среди юношей;
бронзовый призёр первенства России (2010);
бронзовый призёр этапа кубка мира (2009) среди юниоров;
бронзовый призёр первенства России (2011) среди молодежи.
В командном зачёте
победитель (2007), серебряный призёр (2005, 2006 гг.) первенства России;
победитель первенства Европы (2007) среди юношей;
победитель (2007, 2008, 2009 гг.), серебряный (2008), бронзовый (2010) призёр первенства России;
серебряный призёр первенства Европы (2008) среди юниоров;
победитель первенства России (2011);
серебряный призёр первенства Европы (2011) среди молодежи; серебряный призёр чемпионата России (2010, 2012 гг.);
серебряный призёр кубка России (2012) среди мужчин.